# 茨城県道・栃木県道216号岩瀬二宮線

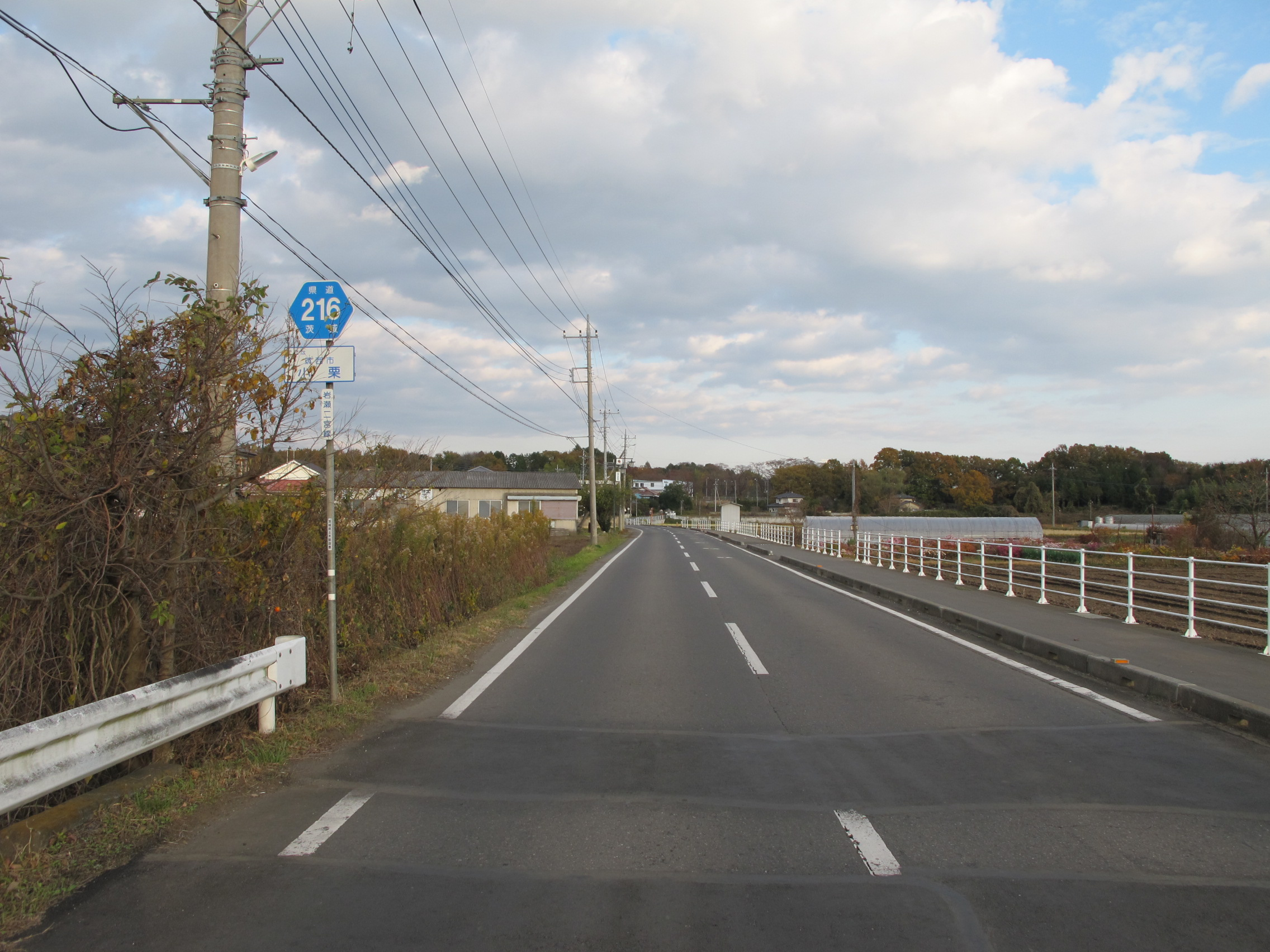
茨城県筑西市小栗（2012年11月）

茨城県道・栃木県道216号岩瀬二宮線（いばらきけんどう・とちぎけんどう216ごう いわせにのみやせん）は、茨城県桜川市から栃木県真岡市に至る一般県道である。

## 概要
桜川市の岩瀬地区（旧岩瀬町）から西へ向かい筑西市北部を経由し、真岡市二宮地区（旧二宮町）に至る道路。
以前は岩瀬国分寺線と呼ばれ、現在の栃木県道44号栃木二宮線の一部区間を含む国分寺町（現：下野市）までの路線であった。茨城県桜川市長方（国道50号交点）から同市中泉地内、上野沼方面への3差路交点までの区間は旧・国道50号の旧道区間に当たる（国道50号一次改築）。

### 路線データ
- 起点：茨城県桜川市中泉340番3地先（国道50号交点＝長方交差点）[1]
- 終点：栃木県真岡市久下田（久下田下交差点＝栃木県道106号久下田停車場線交点）
- 総延長：12.515 km（茨城県区間：11.028 km[2]、栃木県区間：1.487 km）
- 重用延長：*.* km（茨城県区間：0.801 km[2]、栃木県区間：*.* km）
- 未供用延長：なし（茨城県区間：0.0 km[2]、栃木県区間：*.* km）
- 実延長：11.714 km（茨城県区間：10.227 km[2]、栃木県区間：1.487 km）
- 自動車交通不能区間延長[注釈 1]：*.* km（茨城県区間：0.0 km[2]、栃木県区間：*.* km）

## 歴史
1972年（昭和47年）3月1日、前身にあたる県道岩瀬国分寺線（茨城県岩瀬町 - 栃木県国分寺町）が路線廃止され、岩瀬国分寺線の一部区間にあたる茨城県西茨城郡岩瀬町（現：桜川市）を起点とし、栃木県芳賀郡二宮町（現：真岡市）の終点に至る区間を茨城県が路線認定した県道である。
1995年（平成7年）に、茨城県道の路線再編が行われた際に、茨城県区間の整理番号が変更されて整理番号216となり、現在に至る。

### 年表
- 1959年（昭和34年）10月14日：茨城県が現在の路線の前身にあたる岩瀬国分寺線（茨城県岩瀬町中泉 - 栃木県国分寺町、図面対照番号237）を県道路線認定[3]。
- 1961年（昭和36年）4月1日：栃木県が現在の路線の前身にあたる岩瀬国分寺線を県道路線認定。
- 1972年（昭和47年）3月1日
  - 茨城県が、現在の岩瀬二宮線（整理番号293）として県道路線認定[4]。
  - 茨城県側である西茨城郡岩瀬町大字長方 - 下館市大字樋口の区間（延長9.169 km）の道路区域決定、供用開始[5]。
  - 前身にあたる岩瀬国分寺線（茨城県西茨城郡岩瀬町 - 栃木県下都賀郡国分寺町、整理番号293）を廃止[6]。
- 1974年（昭和49年）2月5日：栃木県側で岩瀬二宮線として県道路線認定。
- 1995年（平成7年）3月30日：茨城県区間において、整理番号が整理番号293から現在の番号（整理番号216）に変更される[7]。
- 2001年（平成13年）12月13日：真壁郡協和町大字小栗地内のバイパス区間が延伸（516 m）される[8]。
- 2004年（平成16年）8月9日：真壁郡協和町大字小栗地内のバイパスの一部が開通する[9]。
- 2005年（平成17年）3月14日：下館市大字下高田（栃木県界付近）におけるバイパス延伸部（177 m）が開通する[10]。
- 2009年（平成21年）2月17日：筑西市奥田（一般県道高田筑西線） - 同市下高田（現道合流点）までのバイパスの一部（約0.9 km）が開通する[11]。
- 2013年（平成25年）3月29日：桜川市中泉の国道50号・長方交差点に接続する新道（約50 m）を供用開始[12]。
- 2013年（平成25年）8月8日：筑西市小栗の小貝川を渡河するバイパスの一部（加草橋）が開通する[13][14]。
- 2014年（平成26年）2月27日：北関東自動車道 桜川筑西インターチェンジ入口の道路改良に伴い、桜川市長方（旧起点） - 桜川市中泉の旧道（357 m）が指定解除され、起点が長方交差点に移る[1]。
- 2016年（平成28年）9月23日：筑西市大字小栗 - 同市大字下高田の旧加草橋を含む旧道区間（1.68 km）が県道指定解除され、筑西市道に降格[15]。

## 路線状況
北関東自動車道桜川筑西インターチェンジ開設に伴う国道50号と接続されていた旧起点交差点が道路改良により、国道50号と接続されなくなった。これにより、国道50号から当路線で二宮方面へ向かうためには、国道50号と茨城県道148号東山田岩瀬線が交差する長方交差点からの進入となった。
また茨城県では、筑西市小栗〜同市下高田の現道は人家が集中し幅員が狭く危険なことから、現道の北側に小栗バイパスの整備事業を進めている。

### バイパス
- 小栗バイパス（筑西市小栗 - 同市下高田）
加草橋を含む延長3.0 km、幅員14 m/車道部6.0 mの計画整備中のバイパス道路。未改良の狭隘な現道の北側に平行して、交通の円滑化と小貝川周辺の治水安全度の向上を図るため新橋の架橋を含むバイパス道路の整備事業が進められている[16]。2014年現在、小貝川を渡河するバイパスの1.8 km区間が開通している。この区間の現道の小貝川に架かっていた旧・加草橋は、解体中のため通行止めとなっている[17]。

### 道路施設
- 加草橋（小貝川、筑西市小栗）
  - 旧橋：現橋の小貝川下流側に架けられていた単純PCポステンT桁（4主桁）橋。1971年（昭和46年）竣功。
  - 現橋：橋長157 m、幅員14 m/車道部6 mの連続PC桁橋。平成12年度から整備が進められ、旧橋の小貝川上流側に架け替えられ2013年（平成25年）8月8日に開通した[14]。

## 地理

### 通過する自治体
茨城、栃木両県境を走る路線のため、筑西市付近では、真岡市と筑西市を交互に通過する。
- 茨城県桜川市 - 筑西市 - 栃木県真岡市 - 茨城県筑西市 - 栃木県真岡市

### 交差する道路
- 国道50号（桜川市中泉 長方交差点）
- 茨城県道45号つくば真岡線（筑西市小栗）
- 茨城県道207号高田筑西線（筑西市小栗・加草交差点）
- 栃木県道106号久下田停車場線（真岡市久下田 久下田下交差点）